# Sednoid

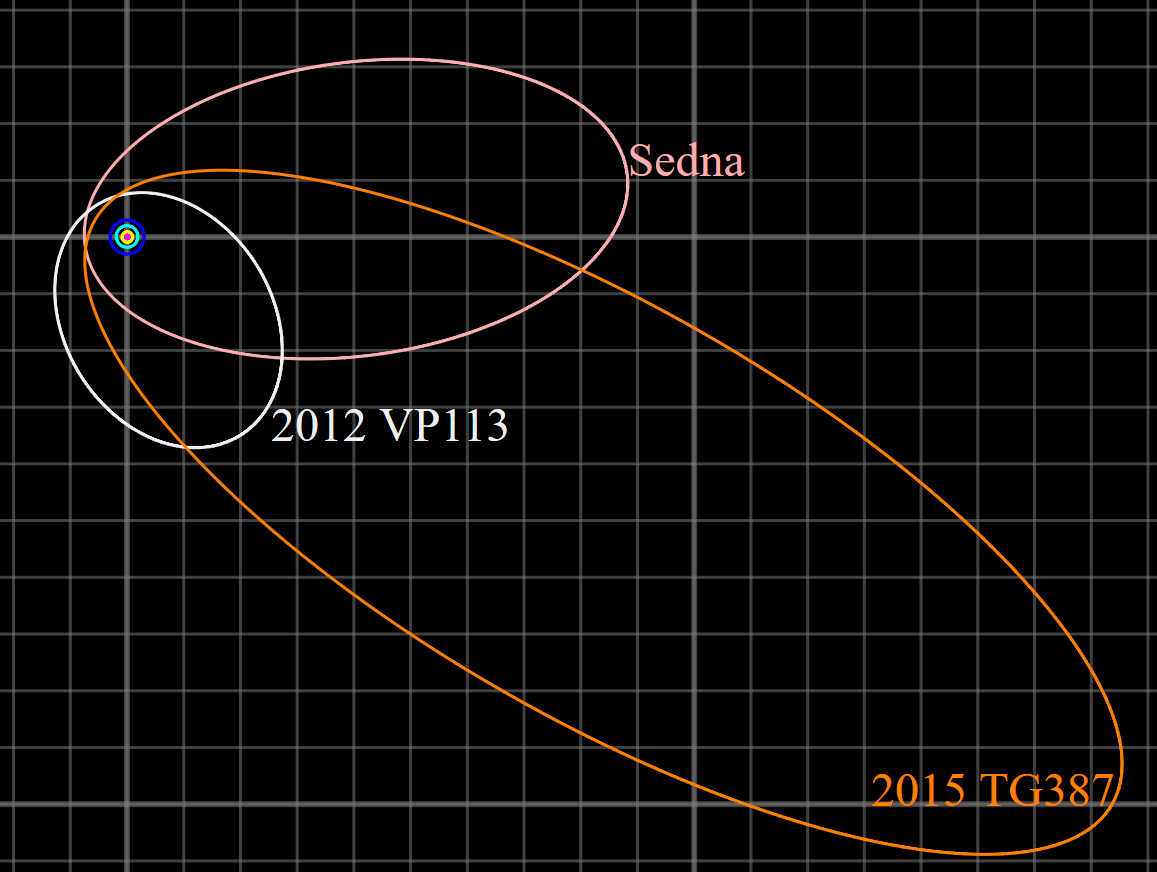
Die Bahnen der Sednoiden

Sednoid ist eine Bezeichnung für ein Transneptunisches Objekt, dessen Umlaufbahn, hier besonders Periheldistanz (q) und große Halbachse (a), der Bahn von (90377) Sedna ähnelt und damit keinem wesentlichen gravitativen Einfluss durch die acht großen Planeten, besonders Neptun, unterliegt. Dazu ist ein Perihel von wesentlich mehr als 30 AE erforderlich. Es gibt hierzu mehrere Definitionen, eine davon stammt von den Autoren Chadwick A. Trujillo und Scott S. Sheppard und legt q > 50 AE und a > 150 AE fest. Zurzeit sind nur sechs Objekte bekannt, welche dieser Definition genügen:
- (90377) Sedna
- (541132) Leleākūhonua
- 2012 VP113
- 2013 SY99
- 2019 EE6
- 2021 RR205

Es wird jedoch erwartet, dass noch weitere Objekte mit diesen Eigenschaften existieren.

## Abgrenzung zu anderen transneptunischen Objekten
Das Perihel von 2013 SY99 liegt nur sehr knapp über 50 AE, weshalb er in der Literatur nicht zu den Sednoiden gezählt wird.
Die zunächst willkürlich anmutende 50-AU-Grenze für Sednoiden erklärt sich daraus, dass Objekte in 2:1-Resonanz mit Neptun, deren große Halbachse bei 48 AE liegen und deren Perihel daher nicht größer sind, nicht erfasst werden sollen.
Zur selben dynamischen Gruppe wie 2013 SY99 gehören auch die Kuipergürtel-Objekte 2010 GB174, 2014 SR349 und (474640) Alicanto mit Perihelen über 47 AU. Die beiden Kuipergürtel-Objekte 2014 SS349 und 2015 RX245 dieser dynamischen Gruppe haben ebenfalls hohe Perihele bei ungefähr 45,5 AU.

## Ursprung der ungewöhnlichen Bahnen
Die Umlaufbahnen der Sednoiden können weder durch die Wechselwirkung mit den Gasriesen, noch durch Störungen der galaktischen Tiden erklärt werden. Es wird allgemein angenommen, dass die Sednoiden sich ursprünglich auf zirkularen Bahnen bewegt haben und diese Bahnen dann durch einen Prozess gestört wurden. Für die Art der Störung gibt es mehrere Hypothesen:
1. Die Sednoiden könnten durch den nahen Vorbeiflug eines anderen Sterns auf ihre elliptischen inklinierten Bahnen gehoben worden sein[7][8]. Nahe Vorbeiflüge traten wahrscheinlich am häufigsten während der frühen Phasen des Sonnensystems auf, als dieses noch Teil eines Sternhaufens war.
2. Ihre Bahnen könnten durch einen bis jetzt noch unentdeckten Planeten im Kuipergürtel gestört worden sein[9]. Dieser hypothetische Planet wird zurzeit als Planet Neun bezeichnet.
3. Die Sednoiden könnten auch von einem anderen Stern eingefangen worden sein, als dieser nahe am Sonnensystem vorbeiflog, als die Sonne noch verhältnismäßig jung war.[10]

## Beispiele
Einige Objekte der Sednoiden wurden bereits als Mitglieder der hypothetischen Hills-Wolke vorgeschlagen.
| Objekt       | große Halbachse a (AE) | Exzentrizität e | Perihel q (AE) | Aphel Q (AE) | Inklination i (°) | Argument der Periapsis (°) | Länge des aufst. Knotens Ω (°) | Umlaufzeit T (Jahre) | Absolute Helligkeit H (mag) |
| ------------ | ---------------------- | --------------- | -------------- | ------------ | ----------------- | -------------------------- | ------------------------------ | -------------------- | --------------------------- |
| Sedna        | 541,6                  | 0,859           | 76,37          | 1006,9       | 11,93             | 310,84                     | 144,30                         | 12.600               | 1,52                        |
| 2012 VP113   | 273,9                  | 0,7059          | 80,54          | 467.2        | 24,02             | 294,07                     | 90,85                          | 4.530                | 4,09                        |
| Leleākūhonua | 1389                   | 0,9532          | 65,07          | 2713         | 11,67             | 117,58                     | 301,00                         | 51.800               | 5,57                        |
| 2013 SY99    | 884,5                  | 0,9434          | 50,04          | 1719,00      | 4,21              | 31,78                      | 29,53                          | 26.300               | 6,84                        |
| 2019 EE6     | 165,5                  | 0,5488          | 74,67          | 256,28       | 162,95            | 44,76                      | 201,04                         | 2.130                | 6,41                        |
| 2021 RR205   | 1185                   | 0,9530          | 55,655         | 2314,82      | 7,64              | 208,99                     | 108,37                         | 40.800               | 6,74                        |